# Salgareda
Salgareda es una localidad y municipio italiana de la provincia de Treviso, región de Véneto. Cuenta con 6 102 habitantes.

## Evolución demográfica
| Gráfica de evolución demográfica de Salgareda entre 1861 y 2001 |
|                                                                 |
| Fuente ISTAT - elaboración gráfica de Wikipedia                 |